# 庄相
庄相（1912年—1986年2月25日），原名岩赛，傣族，云南瑞丽人，民间歌手、诗人，曾任中国作家协会云南分会会员，云南省文联委员、云南省民间文学研究会理事、德宏州文联副主席、州政协委员。

## 生平
1912年，庄相生于勐卯广拉寨（今属勐卯镇）贫苦农民家庭，5岁丧父，8岁进入奘寺当小和尚。19岁升为二佛爷，开始替人抄经书，既开阔了眼界又锻炼了写作才能。25岁还俗，做“户洛”（带领村民读经书的工作）维持生活，常被村寨邀请主持赕佛活动，但收入微薄，每年春季前往缅甸打工，后将经历的人世辛酸以歌唱形式表现出来，获得民众喜爱。1950年中国人民解放军进驻瑞丽，1952年庄相被吸收到瑞丽县文化馆工作，创作了许多诗歌作品，将中国共产党的政策以歌唱方式传递给傣族民众。1961年创作叙事长诗《孔雀啊，迎着朝霞飞翔》在《人民日报》发表，同年创作民歌《幸福的种子》由云南人民出版社出版发行，此后陆续创作《三朵银花》、《一朵红花》、《迎接丰收》、《太阳照亮了瑞丽江》、《瑞丽江之歌》等数十首诗作歌颂、宣传中国共产党。“文化大革命”时期受到迫害，回家务农，代表作《幸福的种子》也被定义为“毒草”。1979年创作《泼水节之歌》，获得第一届“全国少数民族文学创作奖”，出席全国少数民族民间歌手、诗人座谈会。1986年2月25日，因病医治无效，在瑞丽广拉寨病逝。:747-748:339